# Yelena Oriabinskaya
Yelena Serguéyevna Oriabinskaya –en ruso, Елена Сергеевна Орябинская– (Salsk, 15 de marzo de 1994) es una deportista rusa que compite en remo.
Participó en los Juegos Olímpicos de Tokio 2020, obteniendo una medalla de plata en la prueba de dos sin timonel.
Ganó dos medallas de bronce en el Campeonato Mundial de Remo, en los años 2017 y 2018, y cuatro medallas en el Campeonato Europeo de Remo entre los años 2016 y 2019.

## Palmarés internacional
| Juegos Olímpicos   | Juegos Olímpicos          | Juegos Olímpicos  | Juegos Olímpicos   |
| Año                | Lugar                     | Medalla           | Prueba             |
| ------------------ | ------------------------- | ----------------- | ------------------ |
| 2020               | Tokio (Japón)             | Medalla de plata  | Dos sin timonel    |
| Campeonato Mundial |                           |                   |                    |
| Año                | Lugar                     | Medalla           | Prueba             |
| 2017               | Sarasota (Estados Unidos) | Medalla de bronce | Cuatro sin timonel |
| 2018               | Plovdiv (Bulgaria)        | Medalla de bronce | Cuatro sin timonel |
| Campeonato Europeo |                           |                   |                    |
| Año                | Lugar                     | Medalla           | Prueba             |
| 2016               | Brandeburgo (Alemania)    | Medalla de bronce | Ocho con timonel   |
| 2017               | Račice (República Checa)  | Medalla de bronce | Ocho con timonel   |
| 2018               | Glasgow (Reino Unido)     | Medalla de oro    | Cuatro sin timonel |
| 2019               | Lucerna (Suiza)           | Medalla de bronce | Ocho con timonel   |